# Wilhelm Herbert Koch
Wilhelm Herbert Koch (* 11. März 1905 in Linden, Provinz Westfalen; † 29. Januar 1983 in Bochum) war ein deutscher Journalist und Schriftsteller. Sein Kumpel Anton erreichte im Ruhrgebiet Kultstatus.

## Leben
Koch wurde in Linden, heute Stadtteil von Bochum, als Sohn eines Zechenbetriebsführers geboren und arbeitete wie sein Vater zunächst im Bergbau. Später studierte er an der Philipps-Universität Marburg Rechtswissenschaft und wurde 1925 im (vertriebenen) Corps Rhenania Straßburg aktiv. Er wechselte zur Publizistik und war ab 1929 Volontär bei der Rheinisch-Westfälischen Zeitung in Essen. Später war er bei der Westdeutschen Allgemeinen Zeitung in Essen als Sportredakteur tätig. Von 1954 an verfasste Koch 25 Jahre lang wöchentlich in der Wochenendausgabe der WAZ die Kolumne Kumpel Anton. Die in Ruhrdeutsch verfassten Glossen wurden später in Sammelbänden veröffentlicht. Kumpel Anton erreichte im Ruhrgebiet Kultstatus. Bei der Verleihung des Bundesverdienstkreuzes im Namen des Ministerpräsidenten sagte Bochums Oberbürgermeister Heinz Eikelbeck:

„Mit dem Kumpel Anton wird der Typ des Ruhrgebietsmenschen schlechthin verkörpert. Dieses Original – längst zu einem festen, weithin bekannten Begriff geworden – ist Gegenstand wissenschaftlicher Arbeiten gewesen, in denen sowohl volkskundliche als auch sprachwissenschaftliche und soziologische Aspekte behandelt werden. Mit dem Kumpel Anton ist es Ihnen gelungen, die Realität des Lebens in diesem Raum bis ins letzte zu erfassen, das Eigenbewußtsein der hiesigen Menschen zu stärken und das Revier als einheitlichen Geschichtsraum darzustellen. Mit dem Kumpel Anton erbrachten Sie nicht zuletzt aufgrund Ihrer ausgezeichneten Beobachtungsgabe eine hervorragende sprachschöpferische Leistung.“

## Auszeichnungen
- 1975: Bundesverdienstkreuz 1. Klasse[4]

## Werke
- Die Hexe zwischen Gut und Böse. Roman. 1940.
- Kumpel Anton. Watt er sich so mit andere Leute erzählt. Droste, Düsseldorf 1955
- Kippen stark gefragt. Droste, Düsseldorf 1956.
- Das Ruhrgebiet so wie es war. Ein Bildband der Erinnerung. Droste, Düsseldorf 1964, 1993.
- Kumpel Anton. Der ganze Kwatsch fon die letzten Jahre. Bannt 1. Droste, Düsseldorf 1966; 3. Aufl. 1973.
- Kumpel Anton. Bannt 2. Droste, Düsseldorf 1969.
- Die Königsblauen. Das Phänomen Schalke 04. Droste, Düsseldorf 1973 und 1975.
- Bochum dazumal. Droste, Düsseldorf 1974.
- Kumpel Anton sein Schönstes. Der dollste Kwatsch zusammen gefriemelt aus „Kumpel Anton. Ersten Bannt“ und „Kumpel Anton. Zweiten Bannt“.  Droste, Düsseldorf 2006.